# Gilberte H. Dallas
Gilberte H. Dallas, född 1918, död 1960, var en fransk poet.
Hennes riktiga namn var Gilberte Herschtel. Hennes mor dog när hon var sju månader; fadern var en parisisk juvelerare och dog av tuberkulos när hon var tolv år. Faderns bortgång var tungt för henne. Vid tio års ålder seglade hon i öppet hav för att i oändlighet leta efter sin mor och var nära att dö.
Under andra världskriget bodde hon i Schweiz med sin fästman, men efter att han hade lämnat henne blev hon fängslad. Hon arbetade som skådespelerska i Nice och Monaco. Efter kriget reste hon runt i Oceanien.
Hon dog av cancer. Hon anses som en av de mest betydelsefulla poètes maudits (franska för förbannade poeter) i det efterkrigstida Frankrike. Förutom skrivandet var hon var en konstnär men hennes konstverk tappades bort av en konsthandlare och gick förlorad.